# 무가관위
무가관위(일본어: 武家官位)는 주로 센고쿠 시대에서 에도 시대에 걸쳐 무사(武士)가 임관되거나 스스로 자칭했던 관위(관직 또는 위계)이다.

## 성립 전사
일본에서 무사단(武士団)의 성립에는 고쿠시(国司)나 그 대리인 모쿠다이(目代)로써 임지로 온 뒤에 현지에 눌러앉은 옛 수령층이 크게 관여되었다. 그들은 자신이 가진 관위를 현지를 지배하는데 내세워 자신의 세력을 넓힐 수 있었다. 무사 세력이 성장하면서 후지와라 셋칸케(藤原攝關家)의 권신(權臣)이나 인(院) 등 조정측의 권력자들은 이들에게 관위를 내려줌으로써 자신의 지배 아래 그들을 끌어들일 수 있었다. 율령제의 붕괴로 실질적 의미가 사라진 뒤에도 관위는 지배자의 권위로써의 위력을 유지했기에 무사들간의 서열을 명확히 하는 목적으로도 유용한 가치가 있었고, 동시에 무사에 대한 조정의 지배를 상징하는 것이기도 했다.
가마쿠라에 일본사 최초의 무가 정권을 수립한 미나모토노 요리토모(源頼朝)는 자신이 거느린 고케닌(御家人)들을 통제하기 위해 요리토모의 허락 없이 무단으로 조정의 관위나 관직을 받는 것을 엄격하게 금지하였다. 미나모토노 요시쓰네(源義経)가 헤이케(平家) 추토에 공을 세우고도 조정으로부터 무단으로 임관을 받은 것이 문제가 되어 요리토모의 분노를 사고 결국 실각에 이르고 만 것은 유명하다. 훗날 무가의 관위 수여나 관직 임명은 관도봉행(官途奉行)이 다루게 되었고, 막부(幕府)가 조정에 관위 임명을 신청하는 무가집주(武家執奏)의 형식을 거치도록 제도화되었다. 이는 무로마치 막부(室町幕府)에서도 그대로 답습하였다.

## 센고쿠 시대에서 아즈치모모야마 시대에 이르기까지
센고쿠 시대(戦国時代)에 이르러 막부의 권력은 약해졌고, 다이묘(大名)가 직접 조정과 교섭해 관위를 받는 직주(直奏) 사례가 증가하게 되었다. 재정적으로 몹시 궁핍했던 조정에 다이묘들은 막대한 헌금을 바치며 관위를 요청했고, 조정도 그 헌금을 받고 무가의 가격(家格)보다도 훨씬 높은 관위를 발급해 주기도 했다. 이를테면 사쿄노다이부(左京大夫)는 다이묘 가운데서도 시시케(四職) 집안에게밖에 허용되지 않던 것이 센고쿠 시대에는 지방의 소규모 다이묘들에게까지 주어지게 되었으며, 때로는 복수의 다이묘들이 같은 시기에 사쿄노다이부로 임명되는 일까지 벌어졌다. 스오(周防)를 중심으로 사이고쿠(西國)의 패권을 장악한 오우치 요시타카(大内義隆)는 거액의 헌금을 배경으로 최종적으로는 종2위 병부경(兵部卿)이라는 어마어마한 지위의 관위를 얻기에 이른다.
관위는 권위 뿐만 아니라 영지 지배의 정당성이나 전투의 대의명분으로써도 쓸모가 있었다. 오우치 씨가 쇼니 씨(少弐氏)에 저항하기 위해 조정에 다자이노다이니(大宰大弐)를 요구한 것이나, 미카와 국(三河国)의 지배를 정당화하기 위해 오다 노부히데(織田信秀), 이마가와 요시모토(今川義元), 도쿠가와 이에야스(徳川家康) 모두 해당 구니의 카미(守)직을 조정에 요구한 사례가 있다.
한편으로 이 시대에는 조정으로부터 임명을 받지 않은 채 관명을 참칭하는 경우(참칭)도 늘어났다. 오다 노부나가(織田信長)는 집권 초기에는 가즈사노스케(上総介)를 자처했었다. 여기에 관도서(官途書), 수령서(受領書) 등의 형태로 주군이 가신에 대한 은상으로 관직명을 내려 주는 경우까지 등장하였는데, 도요토미 히데요시(豊臣秀吉)가 하시바라는 성씨를 쓰면서 오다 집안의 중신으로 있던 시절에 지쿠젠노카미(筑前守)를 받거나, 아케치 미쓰히데(明智光秀)도 휴가노카미(日向守)를 받는 등이 그 대표 사례로 꼽힌다.
도요토미 히데요시는 공가(公家)의 최고 관위인 관백(関白)으로써 1590년 오다와라 정벌을 거치며 천하통일을 달성하였지만, 도요토미 종가(宗家)를 섭관가, 방계 서류(庶流, 기노시타) 및 도쿠가와(徳川)・마에다(前田)・우에스기(上杉)・모리(毛利)・우키타(宇喜多) 등의 집안을 청화가(清華家)의 격식에 준하는 것으로 끌어올리는 등 여러 구니의 다이묘에게 조정의 관위를 내렸다. 고대 율령 관위 체계 아래 다이묘들을 포섭해 그들을 자신의 통제 아래 끌어들이고자 한 것이었다. 그러나 애초에 구게에게 줄 관위도 부족하던 판국에 무가의 인물이 고위 임관되는 경우가 차츰 늘면서 관위 승진 체계가 기능 마비를 일으키고, 그 결과 대신의 임용 요건을 가진 구게가 부족한 지경이 되었고 히데요시가 죽었을 무렵에는 내대신(内大臣) 도쿠가와 이에야스(徳川家康)가 최고위 관위 보유자가 되는 이상 사태까지 발생하였다. 또한 히데요시는 마찬가지로 해외지향을 외친 다이묘였던 무장 가메이 고레노리(亀井茲矩)에 대해 율령에 정해져 있지도 않은 관직인 류큐노카미(琉球守)나 다이주노카미(台州守) 같은 이례적인 칭호를 허용하기도 했다. 이는 엄밀히 말해 조정에 있어 중대한 위법 사태였고, 히데요시의 해외 진출이 좌절되었을 때 가메이의 자칭도 일본 국내의 관직으로 회귀하였다.

## 에도 시대의 무가 관위
도쿠가와 이에야스가 에도 막부를 열었을 때, 앞서 도요토미 정권의 사례에서 겪었던 쓰라린 경험을 통해 이에야스는 관위를 무사 통제의 수단으로 이용하면서도 한편으로는 제도 개혁에 착수하였다. 그 첫 걸음이 게이초(慶長) 11년(1615년)의 금중병공가제법도(禁中並公家諸法度)였다. 막부는 금중병공가제법도를 통해 무가관위를 중국의 그것과 같은 원외관(員外官)으로 삼아 구게관위와 분리시켜 무사의 관위 보유가 구게의 승진에 방해가 되는 사태를 방지했다. 또한 과거의 가마쿠라, 무로마치 두 막부처럼 무가의 관위 수여가 막부의 추천이라는 형식을 통해 이루어지도록 했고, 사실상 무가 관위의 임명자는 조정이 아닌 쇼군(将軍)이었다. 다이묘나 하타모토(旗本) 집안이 조정으로부터 직접 관위를 받는 경우에도 쇼군의 허가를 받아야 했다.
형식적인 절차로써는 쇼군이 임명한 관위를 막부에서 조정에 신청하고 천황의 칙허를 받는 과정이 필요했고, 칙허를 받음으로써 정식으로 그 관위가 인정되었다. 쇼군에게 임명된 시점에서는 단순히 「제대부」(諸大夫), 「4품」 등에 해당하는 「○○카미」(守) 등으로 불리는 것을 허가한다는 일종의 허가증인 오오세가키(仰書) ・ 신부서(申付書)가 내려지는 정도로 그쳤지만 칙허가 나오고 나면 「종5위하」「종4위하」 같은 정식 위계로 불리며 그대로 공식석상에서 칭하는 관직명으로써 인정되는 위기(位記) ・ 구선안(口宣案)이 발급되었다. 한편 위기나 구선안의 발급은 종5위하 제대부(諸大夫)에게 금 10냥, 다이나곤(大納言)에게 은 100매로 천황에 대해 금자를 바치는 과정이 수반되었고, 조정은 이를 받아서 상황이나 황태자, 뇨인(女院), 중궁(中宮)이나 무가전주(武家伝奏), 상경(上卿)이나 실무를 맡은 지방 관인들에게 나누어 주었다. 무가 관위가 제수되는 횟수는 해마다 세 자릿수 이상까지도 달했고, 무가 관위의 수여는 에도 시대의 천황 ・ 황족 ・ 구게에게 있어 큰 수입원이었다.
다만 모든 다이묘가 무가 관위를 받게 되는 것은 18세기에 들어서였다. 에도 시대 초에는 소규모 다이묘 가운데 무가관위를 갖지 못한 자가 적지 않았다. 간분인지(寛文印知)에 의해 다이묘의 격식이 정비된 무렵부터 거의 대부분의 다이묘가 관위를 갖게 되었고 호에이(宝永) 6년(1709년) 3월 7일(양력 4월 16일)에 쇼군 이에노부(家宣)는 「앞으로 1만 석 이하의 사람들도 모두 서작(叙爵)을 갖추라」고 선언했고 이로써 관위가 없던 27명의 다이묘가 일제히 조정의 관작을 받게 되었으며, 이후 모든 다이묘가 가독(家督)을 이어받을 때(집안의 격에 있어서는 그 이전의 단계) 무가 관위가 주어지게 되었다. 이로써 명목상이던 무가 집안의 격도 차츰 중요시되었다.
이들 무가 관위에 대해서는, 사후 자리의 석차를 관위의 선임 순으로 두거나, 일부의 석차를 4품 이상의 자리로 해서 격차를 두었다. 그 위로 다이묘 집안에 따라 첫 관직과 승진의 속도를 미묘하게 바꾸는 등으로 가문의 차이가 벌어지게 했다.
하타모토가 무가관위를 제수받는 경우, 정6위상당의 호이(布衣)에 임명되는 경우가 있다. 에도 막부에서 무가관위는 호이가 가장 낮았다. 고산케(御三家) 및 가가 번(加賀藩)의 가로(家老) 가운데 막부의 추천이라는 형식을 거친 몇 명이 서작을 받을 수 있었다.
다만 이상의 규정에도 상관없이 기쓰레가와 번(喜連川藩)의 번주였던 기쓰레가와 씨(喜連川氏)만은 역대 번주는 막부로부터 무가관위를 받지 않고도 공식적으로는 무관무작의 상태로 「사효에노카미」(左兵衛督)나 「사마노카미」(左馬頭)라 자칭하였고 막부나 조정도 이를 허용하였는데, 기쓰레가와 집안은 아시카가 쇼군(足利将軍) 집안과 혈연이 있었기에 바쿠한(幕藩) 체제 아래 완전하게 포함되지는 않았던 경향이 있었기 때문이라고 추정된다.
쇼토쿠 2년(1712년)에 간행된 《화한삼재도회》(和漢三才図絵)에 기재된 관위 승진 순서는 다음과 같다(다만 이 번호는 편의적인 구분임을 밝혀둔다).
- 1 사무라이(侍) → 2 제대부(諸大夫) → 3 시소(侍従, 종5위하 상당) → 4 쇼조(少将, 정5위하 상당) → 5 쥬조(中将, 종4위상 상당) → 6 산기(参議, 정4위하 또는 종3위 상당) → 7 주나곤(中納言, 종3위 상당) → 8 다이나곤(大納言, 정3위 ・ 종3위 상당) → 9 내대신(内大臣, 정2위 ・ 종2위 상당) →10 우대신(右大臣, 종2위 상당) → 11 좌대신(左大臣, 정2위 상당) → 12 태정대신(太政大臣, 정1위 ・ 종1위 상당)

무가관위에 「〜카미」(守), 「〜카미」(頭) 등의 관위 명징은 관직 자체는 아니고 관직을 받은 사람이 자칭한 것으로 알려져 있다. 다만 칙허를 얻음으로써 작성되는 구선안에 그 관직의 이름은 명기되고 이는 단순한 자칭과는 다른 무게를 지녔다. 이런 관직 명징의 자칭에도 막부의 허가가 필요했고, 원칙적으로는 자처하는 당사자의 희망사항이 중시되었다. 다만 일부 관직 이름에 특례를 마련하는 등의 방법으로 막부는 다이묘를 통제하였다.

## 같이 보기
- 일본의 관위
- 일본의 관제